# Zeuxidia sibulana
Zeuxidia sibulana is een vlinder uit de familie Nymphalidae. De wetenschappelijke naam van de soort is voor het eerst geldig gepubliceerd in 1884 door Eduard Honrath.